# Strada Pia
Strada Pia es un Ensayo cinematográfico de 1983, en color, escrita y dirigida por Georg Brintrup, director alemán. Coproducida por la difusora Westdeutsche Rundfunk (WDR) (Colonia, Alemania) y la empresa Brintrup-Produktion (Roma, Italia), este ensayo cinematográfico recorre los lugares de esa calle histórica, la Via Pía, relacionados con la literatura y la arquitectura  italianas de los últimos cuatro siglos. Actualmente, la calle lleva los nombres de «Via del Quirinale», donde nace, luego «Via XX Settembre», para terminar en la sección llamada «Via Nomentana». 

	Se trata de un document “infinito”, nos dice el autor, en cuya construcción buscó hacer participar al público mismo. De Torquato Tasso a Pier Paolo Pasolini, doce escenas son presentadas. Invito al espectador a ver, a acoger y a sentir los lazos entre la literatura y la arquitectura, al decline de esta última y al ascenso de la primera. 

## Argumento
La película inicia en el centro de Roma y sigue la calle tal y como se presentaba (y se presenta aún) en el momento del rodaje, en 1983. Continúa así hasta barrios periféricos, ya alejados de las puertas y de las murallas de la ciudad. Durante el recorrido, la película presenta doce episodios, cada uno fundado en un texto sacado de una obra importante de la literatura italiana en algún momento de los cuatro últimos siglos. Cada texto es puesto en relación con un sitio arquitectónico con el fin de dar relieve, mediante una confrontación audiovisual directa, al progreso de la literatura y al decline de la arquitectura. Tomas de villas solariegas, palacios, iglesias, edificios de la época «Umbertina» y de viviendas populares dan el ritmo narrativo y, cada capítulo se relaciona con el anterior y con el posterior inmediato: 

1. Un extracto de la Jerusalén liberada, es recitado por su autor, Torquato Tasso, a lo largo de una rampa que da acceso al "Casino de la Aurora" Pallavicini - Palazzo del Quirinale.
2. En el jardín de la Aurora (barroco), Giovan Battista Marino declama sus propios versos delante de una fuente decorada con «grotescos». - Iglesia de Sant'Andrea al Quirinale.
3. Una escena teatral improvisada se actúa sobre un tema musical (Balli di Sfessania) Iglesia de San Carlo alle Quattro Fontane.
4. Actores interpretan una escena sacada del libreto de la ópera Didone abbandonata de Pietro Metastasio, delante de la imitación del siglo XVIII de un «templecillo griego» de estilo jónico (clásico) -      Iglesia de Santa Susanna alle Terme di Diocleziano, Templo de Esculapio.
5. En el marco neoclásico de Villa Albani, Vittorio Alfieri lee trozos de su obra Del principe e delle lettere. - Villa Albani.
6. Giacomo Leopardi declama All'Italia (Cantos) ante el pórtico dórico del Casino Nobile, una construcción neoclásica,  en el parque de Villa Torlonia. - Villa Torlonia.
7. Giuseppe Mazzini, con sus «I doveri dell'uomo» está situado en el marco de una curiosa arquitectura escenográfica de la «Casina delle Civette», también en el parque de Villa Torlonia. - Casina delle Civette.
8. Giosuè Carducci hace escuchar su Canto dell'amore, en medio de la imitación romántica del siglo XIX de una arquitectura antigua en ruinas. - Imitación del tTemplo de Antonino y Faustina.
9. Gabriele D'Annunzio recita sus poesías en el marco de la arquitectura « post-umbertina » (neoclásica). - Quartiere Coppedè .
10. Luigi Pirandello dirige la representación de una escena del drama “Enrico IV” (Pirandello), en el decorado de una instalación industrial abandonada. - Arquitectura fascista del viale XXI Aprile, que une via Nomentana con la piazza Bologna.
11. Dos actores representan un fragmento de la novela Conversazione in Sicilia, de Elio Vittorini, en la   Catacumba de Sant'Agnese.
12. Pier Paolo Pasolini concluye recitando algunos versos sacados de “La religione del mio tempo”, enmedio de un cementerio de chatarra industrial en las cercanías de Via Nomentana. Construcción de cemento armado (años 1970).

## Reparto
- Laura Betti: la “diva” del cine
- Renato Scarpa: Giambattista Marino
- Olimpia Carlisi: Dido
- Remo Girone: Pier Paolo Pasolini
- Michele Mancini: Giacomo Leopardi
- Bruno Mantura: Giuseppe Mazzini
- Stefano Oppedisano: Vittorio Alfieri
- Stefano Rulli: Giosuè Carducci
- Antonio Piovanelli: Enrico IV
- Luigi Antonuccio: Silvestro
- Mario Scaletta: Liborio
- Cesare Biarese: Torquato Tasso
- Flavio Albanese: Gabriele D'Annunzio
- Enzo Aronica: Enea
- Carla Scortichini: (confidente de Didone)
- Nestor Saied, Iannis Minuto, Mauro Russo, Enrico Gaspari
- Massimo Franceschi: (el director)

## Banda sonora
Estas son las músicas, por orden de aparición en la película:
| N.  | Autor                    | Títulos                              |
| --- | ------------------------ | ------------------------------------ |
| 1.  | György Ligeti            | monument                             |
| 2.  | Carlo Gesualdo           | O vos omnes                          |
| 3.  | Michael Haydn            | concierto de trompeta                |
| 4.  | Claudio Monteverdi       | combattimento di Tancredi e Clorinda |
| 5.  | Domenico Scarlatti       | sonata L. 128                        |
| 6.  | Muzio Clementi           | sonata op. 50 nr. 3                  |
| 7.  | Giuseppe Verdi           | La Traviata, obertura                |
| 8.  | Giuseppe Verdi           | Falstaff                             |
| 9.  | Trio Lescano             | Segui il ritmo                       |
| 10. | Gian Francesco Malipiero | sexto concierto                      |

## Título de la película
El título «Strada Pia» corresponde al nombre que se atribuyó a la calle, en 1565, cuando el Papa Pío IV la hizo ensanchar y solicitó a Miguel Ángel la construcción de una puerta de acuerdo al trazo de la muralla de Roma (la Puerta Pia). En todos los idiomas, se ha decidido mantener el mismo título: STRADA PIA.

## Comentarios
Documental y al mismo tiempo película actuada sobre una calle histórica de Roma. En el momento en el que la película fue rodada, el género cinematográfico de « película-ensayo » era poco conocido en Italia. La idea directriz se funda en un fragmento de un texto de Victor Hugo, en el capítulo 2 del libro V de Nuestra Señora de París, que se refiere a la arquitectura y a la imprimería :

[. . .] El libro impreso matará al edificio. [. . .] La arquiitectura comenzó como toda escritura. Fue primeramente alfabeto. Se ponía una piedra de pie, y ésta era una letra y cada letra era un jeroglífico y sobre cada jeroglífico reposaba un grupo de ideas como un capitel sobre una columna. [. . .] L'arquitectura había sido, hasta el siglo XV, el registro (de la memoria) de la humanidad [. . .]. En todo este período, no surgía en el mundo una reflección un poco complicada que no se  hiciese edificio ; toda idea popular como toda ley religiosa tuvo su monumento. El género humano, pues, nunca pensó nada importante sin que no lo haya escrito en la piedra. ¿Por qué ? Porque todo el pensamiento, ya sea religioso o filosófico, se interesa en perpetuarse, porque la idea que ha motivado movimientos en una generación desea poner en movimiento otras más y así dejar una huella. Pero ¡qué inmortalidad precaria la de un manuscrito! ¡Qué un edificio sea un libro es mucho más sólido, durable y resistente! Para destruir la palabra escrita se require sólo una torcha o una herramienta banal. Para demoler la palabra construída, se require una revolución social, una revolución terrestre. Los barbaros pasaron sobre el Coliseo, el diluvio, quizás sobre las pirámides. En el siglo XV todo cambia. El pensamiento humano descubre un medio para perpetuarse, no sólo más durable y más resistente que la arquitectura, sino también más simple y más fácil. La arquitectura es destronada. A las letras de Orfeo sucederán las letras de plomo de Gutemberg. El libro matará al edificio [. . .]

## Recepción crítica
Giancarlo Ricco en "Il Tempo", del 28 de octubre de 1983 (original en italiano):

[.....]En (esta) película, el ritmo tiende a dirigirse hacia la expression literaria y hacia las estructuras arquitecturales. Es la palabra del poeta, la forma del arquitecto, esas que aportan su aliento de vida a la película [. . .] . El espectador participa en el nacimiento de la obra y es, justamente, por esta razón que el autor la llama una película “infinita”. El espectador es invitado a establecer los lazos entre literature, música y arquitectura con, además, los ruidos del tráfico romano. Se trata de un experimento exitoso que presenta la historia de una calle romana.

## Estreno(s)
En Italia, la «Première» de la versión original de la película tuvo lugar en julio de 1983 en el Goethe-Institut de Roma.
	La primierea transmisión en televisión se llevó a cabo el 14 de agosto de 1983 a través del canal alemán de la WDR. En este mismo canal, una versión de 60 minutos fue transmitida el 4 de agosto de 1988.